# Мадруццо
Мадру́ццо (итал. Madruzzo) — коммуна в Италии, расположена в автономной области Трентино-Альто-Адидже, подчиняется административному центру Тренто.
Население коммуны, на 01.01.2024 года, составляет 2991 человек, плотность населения ─ 103,86 чел./км². Коммуна занимает площадь 28,80 км². Почтовый индекс — 38076. Телефонный код — 0461.
Покровителями коммуны почитаются святые апостолы Пётр и Павел, день их памяти ежегодно отмечается 29 июня.

## История
Коммуна была образована 1 января 2016 года в результате слияния муниципалитетов Калавино и Лазино.

## Климат
Согласно климатической классификации итальянских муниципалитетов, Мадруццо входит в климатическую зону F, количество градусо-дней составляет 3069.

## Демография
Динамика населения:

## Администрация коммуны
Главой коммуны является мэр Микеле Бортоли, с 22 сентября 2020 года.
Коммуна входит в Национальную ассоциацию винодельческих городов (итал. Città del Vino).